# Cosmia ochreimargo
Cosmia ochreimargo är en fjärilsart som beskrevs av George Francis Hampson 1894. Cosmia ochreimargo ingår i släktet Cosmia och familjen nattflyn. Inga underarter finns listade i Catalogue of Life.